# Carolina Sjöman
Sofia Carolina Sjöman, född 29 juli 1804 i Kyrkslätt, Finland, död 19 december 1871 i Stockholm, var en svensk tecknare.
Hon var dotter till majoren i arméns flotta Anders Johan Sjöman och Anna Lovisa Forsius samt gift med kaptenlöjtnanten Edmund Reinhold Alrutz. Sjöman utförde på 1840-talet akvarellerade teckningar efter ritmästaren Olof Eric Roselius oljemålningar som senare litograferades av Carl von Schéele.